# Stigmaphyllon herbaceum
Stigmaphyllon herbaceum är en tvåhjärtbladig växtart som beskrevs av José Cuatrecasas. Stigmaphyllon herbaceum ingår i släktet Stigmaphyllon och familjen Malpighiaceae. Inga underarter finns listade i Catalogue of Life.